# Mohammed Al-Hamad Stadium
El Mohammed Al-Hamad Stadium es un estadio multiusos ubicado en la ciudad de Hawally en Kuwait y actualmente es la sede del Qadsia SC.

## Historia
Fue inaugurado en 1977 y es utilizado principalmente para el fútbol. Cuenta con capacidad para 26000 espectadores.
Fue utilizado por Kuwait en la eliminatoria a la Copa Mundial de Fútbol de 1982 donde logró su primera clasificación a un mundial.